# Cantón de Le Mas-d'Azil
El cantón de Le Mas-d'Azil era una división administrativa francesa, que estaba situada en el departamento de Ariège y la región de Mediodía-Pirineos.

## Composición
El cantón estaba formado por catorce comunas:
- Camarade
- Campagne-sur-Arize
- Castex
- Daumazan-sur-Arize
- Fornex
- Gabre
- La Bastide-de-Besplas
- Le Mas-d'Azil
- Les Bordes-sur-Arize
- Loubaut
- Méras
- Montfa
- Sabarat
- Thouars-sur-Arize

## Supresión del cantón de Le Mas-d'Azil
En aplicación del Decreto n.º 2014-174 de 18 de febrero de 2014, el cantón de Le Mas-d'Azil fue suprimido el 22 de marzo de 2015 y sus 14 comunas pasaron a formar parte del nuevo cantón de Arize-Lèze.